# Auðunn Jónsson
Auðunn Jónsson (ur. 26 sierpnia 1972) – islandzki trójboista siłowy i strongman.
Wymiary:
- wzrost 180 cm
- waga 127 kg
- biceps 52 cm
- klatka piersiowa 140 cm.

Rekordy życiowe:
- przysiad 432,5 kg
- wyciskanie 300 kg
- martwy ciąg 385 kg

## Osiągnięcia strongman
- 2000
  - 3. miejsce - Mistrzostwa Islandii Strongman
  - 6. miejsce - Drużynowe Mistrzostwa Europy Par Strongman 2000
- 2002
  - 2. miejsce - Mistrzostwa Islandii Strongman
- 2003
  - 2. miejsce - Mistrzostwa Islandii Strongman
- 2004
  - 3. miejsce - Mistrzostwa Islandii Strongman
- 2005
  - 10. miejsce - Super Seria 2005: Venice Beach